# Nigella Lawson

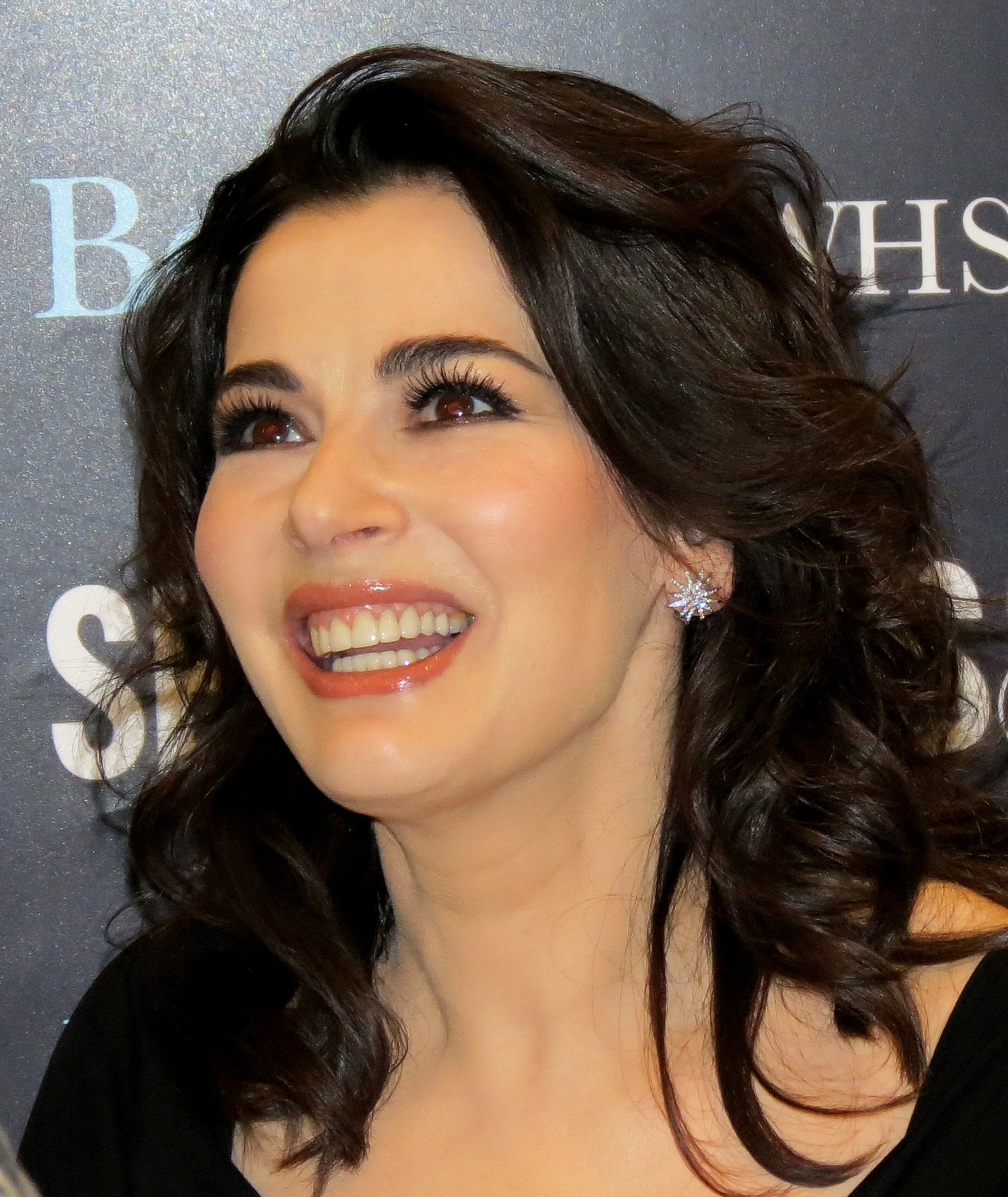
Nigella Lawson (2012)

Nigella Lucy Lawson (* 6. Januar 1960 in London) ist eine vielfach ausgezeichnete britische Fernsehköchin und Buchautorin.

## Jugend und Privatleben
Nigella Lawson wurde 1960 als Tochter des späteren britischen Schatzkanzlers Nigel Lawson und dessen Frau Vanessa Salmon, Miterbin des Konzerns Lyons Corner House, zu dem unter anderem Dunkin’ Donuts gehört, in London geboren. Beide Familienteile sind jüdischer Herkunft.
Nach Abschluss ihres Sprachenstudiums an der Universität Oxford arbeitete Nigella Lawson zunächst als Lektorin. Ab 1985 schrieb sie Restaurantkolumnen für The Spectator. 1986 begann Lawson als Feuilletonredakteurin bei der Sunday Times, wo sie den Journalisten John Diamond kennenlernte. 1989 heirateten Diamond und Lawson, sie bekamen zwei Kinder. 2001 starb der 47-jährige Diamond an Krebs, wie auch zuvor schon Lawsons Mutter und Schwester.
2003 heiratete Nigella Lawson den Kunsthändler Charles Saatchi, einen Freund der Familie. Die Ehe wurde im Juli 2013 geschieden, nachdem ein  Paparazzo veröffentlicht hatte, dass sie Opfer häuslicher Gewalt geworden war.

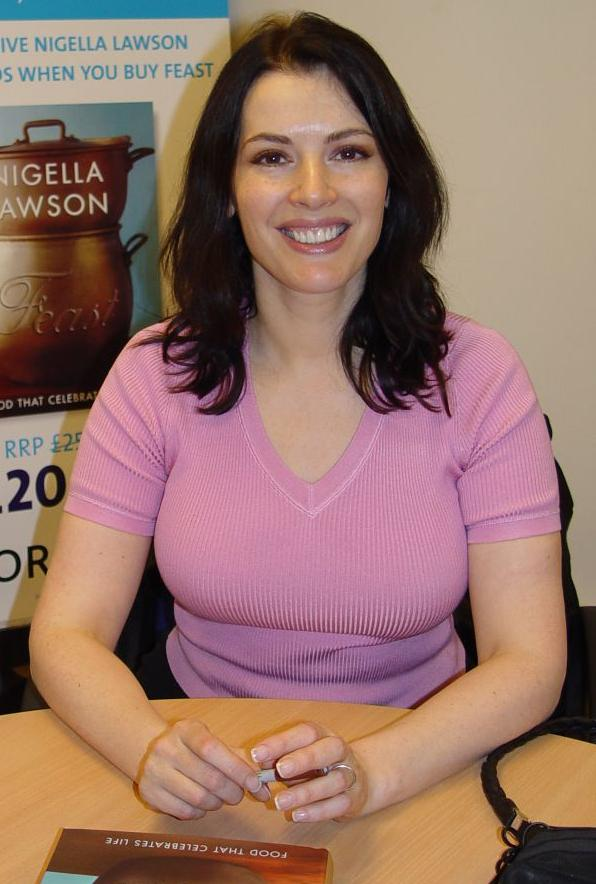
Nigella Lawson (2004)

## Karriere als Kochbuchautorin
Als freie Journalistin gab Lawson 1998 ihr erstes Kochbuch mit dem Titel How to Eat heraus, das sofort ein Bestseller wurde und sich mehr als 300.000 Mal verkaufte. 2000 folgte ihr zweites Buch, How to be a Domestic Goddess, für das sie mit dem British Book Award ausgezeichnet wurde. Im Jahr 2000 erhielt sie auf Channel 4 ihre eigene Kochshow, Nigella Bites, die in Deutschland unter dem Titel Nigellas Leckerbissen auf RTL Living ausgestrahlt wurde und zu der auch ein gleichnamiges Buch erschien. Es folgten weitere Kochshows auf BBC Two wie Nigella Feasts und Nigella Express. Lawsons Shows werden weltweit ausgestrahlt und sind ebenso erfolgreich wie ihre zahlreichen Kochbücher, von denen sie bislang mehr als drei Millionen Exemplare verkauft hat.

## Ins Deutsche übersetzte Bücher
- Leckerbissen (Nigella Bites), 2003 ISBN 3-8310-0475-7
- Verführung zum Kochen (Forever Summer), 2004 ISBN 3-8310-0655-5
- Festessen (Feast), 2006 ISBN 3-8310-0934-1
- Nigella Express (Nigella Express), 2008 ISBN 978-3-8310-1315-9
- Genießen auf Italienisch: Meine besten Rezepte (Nigellissima: Instant Italian Inspiration), 2013 ISBN 978-3831023523

## Auszeichnungen
- 2000: British Book Award
- 2001: WH Smith Book Award
- 2001: Guild of Food Writers Award
- 2001: World Food Media Awards
- 2002: WH Smith Book Awards
- 2012: Béchamel Award